# Énergie fantôme
Ne doit pas être confondu avec Matière noire ou Énergie sombre.
En cosmologie, l'énergie fantôme est une forme hypothétique d'énergie dont la densité aurait la particularité surprenante d'augmenter lors de l'expansion de l'Univers. Cette énergie est un candidat potentiel à l'énergie noire, la forme d'énergie responsable de l'accélération de l'expansion de l'Univers découverte fin 1998 par l'étude de la luminosité de supernovas lointaines.
Physiquement, l'énergie fantôme possède une équation d'état exotique : {\displaystyle P=w\rho }, où {\displaystyle w<-1}.
C'est précisément la valeur -1 qui marque la séparation entre de l'énergie sombre « ordinaire » (dont la densité décroît avec l'expansion) et cette forme d'énergie très particulière. Cette valeur de {\displaystyle w} implique la violation d'un principe physique connu sous le nom de condition faible sur l'énergie (valable pour les fluides parfaits), qui exige que {\displaystyle P+\rho } ≥ 0. 

Cet argument est l'un des principaux écueils théoriques à l'existence de l'énergie fantôme. Cependant, la condition faible sur l'énergie n'est valable que pour les fluides parfaits. L'énergie sombre pourrait donc ne pas enfreindre ce principe, à condition de postuler une interaction avec d'autres composants cosmologiques, comme la matière sombre.
L'énergie fantôme, si elle existe, serait responsable d'un emballement de l'expansion de l'Univers, qui causerait un éloignement arbitrairement grand des différents objets célestes les uns des autres en un temps fini, puis une dislocation de ceux-ci : c'est le modèle cosmologique du Big Rip.